# Vladarski nazivi faraonov
Kraljevi titular ali kraljevski protokol  egipčanskega faraona je bilo standardno naslavljanje vladarjev Starega Egipta. Protokol je simboliziral posvetno  in božansko  moč in bil hkrati  nekakšna izjava o vladarjevem poslanstvu, da vlada Egiptu. Tituliranje se je med vladavino celo  spremenilo.
Celoten naslov, sestavljen  iz petih glavnih imen, ni bil standardiziran vse do Srednjega kraljestva, potem pa je kot tak ostal  v rabi vse do rimske zasedbe Egipta.

## Horovo ime
| G5 | O33 |

Horovo ime je najstarejša oblika faraonovega imena, ki je nastala že v preddinastičnem  obdobju. Več najstarejših znanih egipčanskih faraonov  je znanih samo po tem imenu. Ime je bilo običajno napisano v hieroglifih v sereku, ki je predstavljal pročelje  palače. Nad serekom ali ob njem je bil kot sokol upodobljen bog Hor.
Najmanj en vladar Druge dinastije, Set-Peribsen, je namesto Hora upodabljal boga Seta. Sprememba je bila morda posledica verske razprtije v državi. Njegov naslednik Kasekemvi je nad svoje ime pisal simbola obeh bogov. Za Kasekemvijem je ob faraonovem imenu  vedno upodobljen samo  Hor.
Od Novega kraljestva se je Horovo ime pogosto pisalo brez sereka.

## Naziv Nebti
| G16 |

Naziv Nebti (dobesedno »dve košari«, v prevodu »dve gospe«) je povezan  s tako imenovanima heraldičnimi boginjama 
- Nekbet v podobi jastreba, ki je bila zavetnica Gornjega Egipta, in
- Vadžet v podobi kobre, ki je bila zavetnica Spodnjega  Egipta.

Naziv je prvi uporabil kralj Semerket iz Prve dinastije. V Dvanajsti  dinastiji  postal popolnoma neodvisen vladarski naziv. Običajno ni bil uokvirjen v kartuši ali sereku, vendar se je vedno začel s hieroglifoma jastreba in kobre, ki stojita vsak na svoji košari.

## Zlato Horovo ime
| G8 |

Za Zlato Horovo ime je značilna podoba sokola - Hora, ki sedi na ali ob  hieroglifu za zlato. Pomen tega posebnega vladarjeveg imena je še vedno predmet razprav. Po mnenju nekaterih predstavlja Horovo zmago nad stricem  Setom, ker simbol za zlato lahko pomeni tudi Horovo vzvišenost nad sovražniki. V egipčanski miselnosti je bilo zlato močno povezano z večnostjo, ki so jo morda poskušali prenesti v faraonovo večno Horovo ime. 
Zlato Horovo ime se običajno ni pisalo v  kartuši ali sereku.

## Prestolno ime(nesut-biti)
| M23 · t | L2 · t |

Faraonovo prestolno ime je prvo od dveh imen, zapisanih v kartuši. Ime običajno spremlja greben nesut-biti (nsw-bity, nesu-bity, nesw-bit, nswt-bjtj), ki dobesedno pomeni »on/ona od bičja in čebele«, vendar se običajo prevaja kot »kralj Gornjega in Spodnjega Egipta«, ker sta bil bičje in čebela simbola Gornjega in Spodnjega Egipta.
V kartuši se pogosto pojavlja tudi naslov nb t3wy, »gospodar dveh dežel«, ki se nanaša na dolino in delto Nila.

## Osebno ime (nomen)
| G39 | N5 | \| \| |
|     |    |       |

|  |

Osebno ime faraona je bilo napisano pred titulo »sin Raja«, zapisano s hieroglifoma za raco (za), ki je pomenil sin,  in sonce, ki je simboliziralo sončnega boga Raja. Osebno ime je bilo k nizu faraonovih imen dodano v Četrti dinastiji, da bi poudarilo kraljevo vlogo predstavnika sončnega boga Raja na zemlji. Za ženske ki so postale faraonke, se je »sin« interpretiral kot »hči«.
Sodobni zgodovinarji faraone običajno imenujeju po njihovih osebnih imenih. Za faraone z enakimi imeni, se k imenom dodajajo zaporedne številke I., II., III. itd.

## Primeri popolnih titul

### Senusret I.
V Srednjem kraljestvu se je polno titularno ime včasih pisalo v eni kartuši, na primer ime Senusreta I. v Beni Hasanu.

### Hačepsut
Celoten vladarski naslov faraonke Hačepsut iz Osemnajste dinastije je omogočil  vpogled v  izgovarjavo in razlike med tituliranjem moških in ženskih vladarjev:
- Horovo ime: Wesretkau, »mogočnost Kasa«
- Ime Nebty: Wadjrenput, »ona od obeh gospa«
- Zlato Horovo ime: Netjeretkhau, »božanskega videza«  (netjeret je ženska oblika pridevnika netery, ki pomeni bogaboječ ali božanski, khau pa pomeni  zunanjost ali videz)
- Prestolno ime: Maatkare, "resnica je Rajev Ka"
- Rojstno ime: Khnumt-Amun Hatshepsut, »združena z Amunom, najplemenitejša od plemenitih gospa«

### Tutmozis III.
Popolno titularno ime faraona Tutmozisa III. iz Osemnajste dinastije je omogočilo vpogled v izgovarjavo in pomen njegovega imena: 
- Horovo ime: Kanakht Khaemwaset, »Horov mogočni bik ali mogočni bik, ki izvira iz Teb«
- Ime Nebty: Wahnesytmireempet, »on od obeh gospa, večen v kraljevanju kot Ra v nebesih«
- Zlato Horovo ime: Sekhempahtydjeserkhaw, »Zlati Hor, silno močan, bogu prijetnega videza«
- Prestolno ime: Menkheperre, »on od bičja in čebele, večna oblika Raja«
- Rojstno ime: Thutmose Neferkheperu, »Sin Raja, Tutmozis, lepota oblik«